# Парад на Красной площади 7 ноября 1986 года

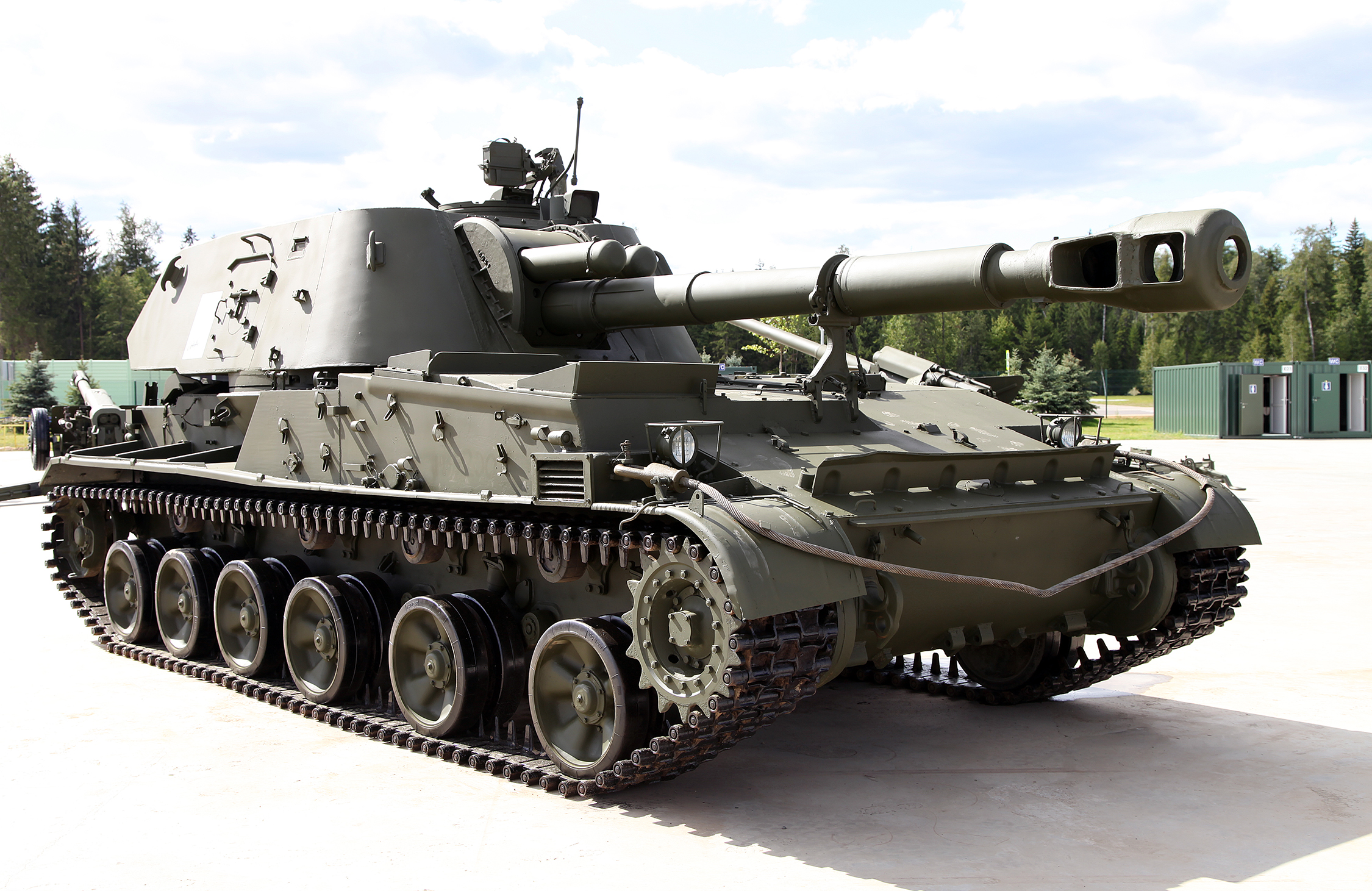
Она же.

Парад на Красной площади 7 ноября 1986 года — военный парад в честь 69-й годовщины Октябрьской революции, проходивший на Красной площади.
C 2005 года 7 ноября, в честь парада, объявлено днём воинской славы России.

## Порядок проведения
Парад начался в 10 часов утра по московскому времени.
115-м Военным парадом 7 ноября 1986 года командовал командующий войсками Московского военного округа Владимир Михайлович Архипов, а принимал первый заместитель министра обороны СССР Петр Георгиевич Лушев.
На трибуне: Михаил Сергеевич Горбачёв и другие секретари ЦК КПСС.
Парад состоял из двух частей:
- Первая часть — маршевая: прохождение частей Московского гарнизона и курсантов высших военных училищ и академий.
- Вторая часть — техническая, проезд боевой техники. Впервые в параде принял участие бронетранспортер БТР 80, участвовавший в войне в Афганистане и принятый на вооружение СА в 1984 г.